# Hej Arnold! Przygoda w dżungli
Hej Arnold! Przygoda w dżungli (ang. Hey Arnold!: The Jungle Movie) – amerykański film animowany z 2017 roku w reżyserii Raymiego Muzquiza, powstały na podstawie serialu animowanego Hej Arnold! autorstwa Craiga Bartletta. Wyprodukowany przez wytwórnię Snee-Oosh, Inc. i Nickelodeon Animation Studio.
Premiera filmu odbyła się 24 listopada 2017 na amerykańskim Nickelodeon. W Polsce premiera filmu odbyła się 3 maja 2018 na antenie Nickelodeon Polska.

## Fabuła
Akcja filmu rozgrywa się bezpośrednio po epizodzie „The Journal”, gdzie Arnold znajduje mapę w dzienniku pozostawionym przez swoich rodziców. Wraz ze swoim najlepszym przyjacielem Gerardem postanawiają nakręcić film podczas wakacji po zakończeniu piątej klasy w celu wygrania wycieczki do San Lorenzo, gdzie rodzice Arnolda byli ostatnio widziani. Helga, która jest potajemnie zakochana w głównym bohaterze używa różnych nagrań, które zebrała przez lata pokazując dobre uczynki Arnolda, a wszyscy w mieście zaskakują go wideo. Pan Simmons, zdradza wszystkim, że film Arnolda wygrał konkurs, a on i jego koledzy z klasy oraz starsza siostra Helgi, Olga wyruszają samolotem do San Lorenzo. W czasie wyprawy przez dżunglę Arnold, Gerard i Helga odkryją zaginione miasto zaludnione przez dzieci i staną do walki z najemnikiem Lasombrą, który zamierza ukraść skarb doprowadzający do wyleczenia miejskiej „śpiączki”, która zanieczyściła większość populacji miasta przez dziewięć lat.

## Obsada
| Postać | Oryginalny dubbing    | Polski dubbing         |
| --- | --------------------- | ---------------------- |
| Arnold Nieduży | Mason Vale Cotton     | Bernard Lewandowski    |
| Gerard Johanssen | Benjamin Flores Jr.   | Antoni Scardina        |
| Helga Pataki | Francesca Marie Smith | Marta Wągrocka         |
| Dziadek Phil | Dan Castellaneta      | Mirosław Wieprzewski   |
| Babcia Gertie | Tress MacNeille       | Beata Jankowska-Tzimas |
| Phoebe | Anndi McAfee          |                        |
| Harold | Justin Shenkarow      |                        |
| Rhonda | Olivia Hack           |                        |
| Józek | Gavin Lewis           |                        |
| Sid | Aiden Lewandowski     |                        |
| Pan Simmons | Dan Butler            | Janusz Wituch          |
| Bob | Maurice LaMarche      | Grzegorz Kwiecień      |
| Miriam | Kath Soucie           | Elżbieta Kopocińska    |
| Olga | Nika Futterman        | Marta Dobecka          |
| Miles | Craig Bennett         | Tomasz Borkowski       |
| Stella | Antoinette Stella     | Agnieszka Kunikowska   |
| Ernie | Dom Irrera            | Robert Tondera         |
| Lasombra | Alfred Molina         | Przemysław Glapiński   |
| Pan Hyunh | Wally Wingert         | Wojciech Chorąży       |
| W pozostałych rolach: Maksymilian Michasiów, Maksymilian Bogumił, Agnieszka Fajlhauer, Joanna Pach-Żbikowska, Sara Lewandowska, Karol Kwiatkowski, Igor Borecki, Aleksandra Radwan, Mikołaj Klimek Opracowanie wersji polskiej: na zlecenie Nickelodeon Polska – Start International Polska |                       |                        |